# Garett Bolles
(en) Statistiques sur pro-football-reference
Garett Bolles, né le 27 mai 1992 à Walnut Creek (Californie), est un joueur américain de football américain. Il joue offensive tackle en National Football League (NFL).

## Biographie

### Carrière universitaire
Il rejoint en 2014 le Snow College, un collège communautaire situé à Ephraim et joue pour l'équipe des Badgers durant deux saisons. En 2016, il joue pour les Utes de l'université de l'Utah et est titulaire au poste de tackle gauche.

### Carrière professionnelle
Il est sélectionné par les Broncos de Denver au premier tour, en 20e position, lors de la draft 2017 de la NFL et est le premier lineman offensif sélectionné durant cette séance. Il signe ensuite un contrat de 4 ans avec les Broncos.
Il est désigné titulaire en tant que tackle gauche lors du début de la saison 2017 et commence toutes les parties de la saison.
Durant la saison 2019, il est publiquement critiqué par le manager général de l'équipe John Elway pour ses nombreuses pénalités pour avoir retenu. Après la fin de la saison, les Broncos déclinent la cinquième année optionnelle sur son contrat et qui le rendra agent libre après la saison 2020.
Malgré cela, il est maintenu titulaire pour le début de la saison. Il s'améliore grandement durant la saison en limitant les pénalités et en ne concédant aucun sack, et signe une nouvelle entente avec les Broncos pour 4 ans et un montant de 68 millions de dollars. Il est sélectionné en fin de saison dans la seconde équipe-type All-Pro de la ligue.